# Verissimo de Lencastre
Verissimo kardinal de Lencastre, portugalski rimskokatoliški duhovnik, škof in kardinal, * 15. november 1615, Lizbona, † 12. december 1692.

## Življenjepis
22. decembra 1670 je bil imenovan za nadškofa Brage; s tega položaja je odstopil 8. februarja 1677.
2. septembra 1686 je bil povzdignjen v kardinala.